# Monteur son
Le monteur son est un professionnel important de la postproduction (films), il est chargé du montage son.
Il complète et rassemble les éléments sonores d'un film : dialogues synchrones (son direct), dialogues en son seul (enregistrés sur le tournage, hors caméra), dialogues postsynchronisés, ambiances, bruitages, effets sonores, musiques. Il les synchronise tous et les calibre en fonction du montage image définitif tel qu'il a été accepté par le producteur et le ou les diffuseurs, ainsi que par le réalisateur

L'Academy of Motion Picture Arts and Sciences reconnait la contribution artistique exceptionnelle des monteurs son en leur attribuant (en) The Academy Award for Best Sound Editing. En France, l'Académie des arts et techniques du cinéma ne récompense globalement que la bande sonore dans son ensemble.

## Histoire
Historiquement, au cinéma, le chef monteur, responsable du montage image, est aussi le monteur son dans la chaîne de postproduction sonore. Au cours de la période argentique (pellicules format 35 mm ou 16 mm), le travail du monteur son commençait avant le montage image pour satisfaire à une nécessité technique : la synchronisation des prises de vues sonores et la mise en bobineaux des plans du film. En effet, il devait coupler la bande image avec le son direct correspondant, soit une bande photographique et le son, d'abord enregistré sur une bande-son optique puis dans les années 1950, sur une bande-son magnétique perforée comme la bande image. Il vérifiait le synchronisme à partir de l'image du clap se refermant et le son produit. Il confirmait ce synchronisme — ou le corrigeait — par une croix au crayon gras blanc ou rouge sur chaque bande. Également au crayon gras, il indiquait en tête et en queue du bobineau le numéro du plan et de la prise. Ce qui permettait ensuite au monteur de trouver rapidement les plans nécessaires à la partie du film qu'il montait, et de les utiliser en les accrochant déroulés par l'une de leurs perforations à un "peigne" au-dessus d'un bac (appelé "chutier") sans avoir à les vérifier.
Ensuite, le monteur son était chargé de rassembler les différentes bandes son (sons directs, sons post-synchronisés, bruitages, ambiances, musique) et de les préparer à l'opération du mixage.
L'abandon des supports argentiques a supprimé la première fonction de ce métier, mais la multiplication des voies sonores, dans le mixage stéréo puis multicanal, a exigé davantage de connaissances techniques et a renforcé l'importance du monteur son.

## Les étapes du montage son
Le montage sur une station audio numérique remplace (à la fin des années 1980) le montage traditionnel sur une table de montage utilisant des bandes magnétiques perforées analogiques. Il demande l'acquisition de nouvelles connaissances, principalement informatiques.
Le montage son débute après la phase du montage de l'image et du son synchrone (son direct) par le monteur du film. Le monteur peut avoir rajouté des sons spécifiques et des musiques (témoins ou maquettes) sur plusieurs pistes servant de guide ou de référence.
Le montage son a pour sources :
- les pistes audio du tournage, issues du montage de l'image. Ces pistes seront exportées, en général « encapsulées » en OMF ou OMFI (Open Media Framework Interchange) ou en AAF (Advanced Authoring Format) ou encore en MXF vers la station dédiée au son du monteur ;
- les « sons seuls » enregistrés par le chef opérateur du son sur les décors du tournage (en dehors du tournage des plans) ;
- les bibliothèques de sons, personnelles ou commerciales ;
- les sons que le monteur son peut enregistrer spécifiquement pour l'occasion, et ceux que l'éventuel bruiteur doit lui fournir.

### Montage des dialogues
Le monteur son peut avoir pour fonction spécifique le montage des dialogues (paroles); celui-ci va  manipuler les voix issues du tournage et montées et organisées par le monteur du film.
Le monteur des paroles (ou monteur dialogues) dispose aussi de tous les « éléments source » enregistrés sur le tournage ; éventuellement le monteur doit procéder à une conformation.
Il réorganise les éléments sonores provenant du montage image, afin de les préparer pour le mixage ; il peut aussi chercher, pour obtenir une meilleure qualité, des « doubles », c’est-à-dire des paroles provenant d'une prise non utilisée au montage image (voir Chef-opérateur du son).
Il obtient une homogénéisation de l'ensemble des paroles d'une séquence en créant des enchaînements en fondu, des « bouchages » avec le fameux « silence plateau ». De même, il intègre les dialogues éventuellement postsynchronisés (soutenus par une indispensable ambiance dite « raccord » donc conforme à la "réalité") et synchronise les sons complémentaires fournis par le bruiteur.

### Montage des ambiances et des effets
On distingue dans le montage des sons les ambiances et les effets.
- Ambiances

Les ambiances sont tous les éléments qui décrivent un décor sonore ; par exemple la pluie s'il pleut à l'image, le vent si les feuilles des arbres s'agitent, etc. Ces ambiances visent à créer une illusion de vie pour les séquences ainsi traitées (passants, automobiles, etc.).
Le montage des ambiances peut paraître simplissime, pourtant il peut jouer un rôle subtil et signifiant.
Une ambiance est en général composée de plusieurs sons source, stéréo ou multicanal.
- Effets

La famille des effets inclut tous les sons dits « actifs » : le trajet d'un véhicule, les sons d'une scène d'action, coups de feu, chutes, etc.
Le monteur son prépare la spatialisation des sons, c'est-à-dire la disposition et le trajet dans l'espace de chaque source sonore tels que les ont prévus le réalisateur et le monteur du film pour la bande son finale 5.1.
- Version internationale

En France, le monteur son va aussi préparer les sons non dialogués provenant du tournage et pouvant servir à la V.I. (Version internationale( (en plus de leur utilisation dans la V.O. (Version originale). Pour la version internationale, il vérifie aussi le calage des bruitages spécifiquement enregistrés pour cette version (qui seront l'objet d'un mixage après le doublage des dialogues dans le pays acheteur).

### Montage de la musique
En France, la fonction de monteur musique est extrêmement rare. Le monteur son assume (sous la direction du monteur du film) le calage et la mise en place des éléments musicaux, souvent d'origines diverses.
- la musique dite de source, ou Musique de Librairie est une musique préexistante, anciennement issue d'un CD ou de fichiers audio en stéréo est devenue l'objet de publications sur Internet par les éditeurs de ce qu'on appelle les Librairies Musicales. Certaines de ces librairies sont sous licence Creative Commons.

- la musique originale est composée, enregistrée pour le film, elle peut être mixée au préalable dans un studio musique en « stems »[12], des pistes séparées rassemblant chacune une partie de l'ensemble du mixage : dialogues, effets sonores, bruitages, ambiances, musique...
- certaines musiques sont réalisées en format immersif, pour les besoins du son des films multicanaux.

## Sound Designer
Cet anglicisme prend des sens différents suivant le corps de métier qui l'utilise (cinéma, jeux, musique, publicité, etc.)
Au cinéma, le sound designer (terminologie usuelle), peut être un monteur expérimenté et spécialiste des effets sonores, appelé en renfort par le monteur son, il peut aussi être un monteur son d'expérience et confirmé, capable de diriger une équipe et de superviser l'ensemble des opérations concernant le son. Dans ce cas, il pourra aussi assumer la fonction de co-mixeur.

## Évolution du Montage Son
Depuis l'avènement du Cinéma sonore, la médiocrité du système de reproduction sonore (lecture optique, monophonie, bande passante réduite, bruit de fond, courbe Académique) ne permettait au cinéaste qu'une narration sonore réduite à un minimum : les dialogues et la musique. On pourrait dire que c'est la période du cinéma parlant.
L'apparition de la stéréophonie, aux alentours des années 1980, puis du multicanal années 1990 élargit le champ de narration sonore, le cinéaste peut enfin s'exprimer avec le son (qui coïncide avec l'apparition du métier spécifique de monteur son).
Après le montage physique par découpage d'une pellicule par sections, le montage virtuel par le passage au tout numérique a fortement modifié les mœurs. Le mixage multicanal 5.1, puis en Dolby Atmos et la montée en puissance des DAW - (digital audio workstation), les ordinateurs équipés de logiciels dédiés à l'enregistrement, au montage et au mixage, ont bouleversé et remis en question les métiers, les usages et les règles établies.
Le monteur son doit prendre en compte le script du film et savoir s’adapter aux éventuels désirs de narration sonore du metteur en scène ou du réalisateur ou du monteur de l'image et savoir tenir compte des contraintes du mixeur.

## Les formations
Diverses formations conduisent au métier de monteur/monteuse son. La plupart sont dispensées dans des établissements de statut privé et proposent un enseignement, soit à temps plein, soit sous contrat d'alternance, en partenariat avec une entreprise. Le Brevet de technicien supérieur - Métiers de l'audiovisuel option Métiers du son est le diplôme d'état le plus adapté.
Certains professionnels ont été formés uniquement en entreprise, mais l'augmentation de la technicité rend difficile un tel moyen d'accès à ce métier.